# Dr. Kucho!
Daniel Manzano Salazar (Madrid, España, 4 de diciembre de 1972), conocido artísticamente como Dr. Kucho!, es un disc-jockey, productor discográfico de música house y desarrollador de videojuegos español.

## Biografía
Nacido en la ciudad de Madrid en el año 1972. Desde su juventud fue un gran apasionado de la música interesándose por el estilo de música electrónica house.
Tras el paso del tiempo comenzó su carrera profesional como deejay en el año 1992, donde empezó editando discos para los sellos discográficos: Quality Madrid, Virgin Records, Arcade, Blanco y Negro Music, Max Mix y MD Records.
Años más tarde en 1998, tras la creación del sello Weekend Records en el que comenzó a trabajar obtuvo profesionalmente una gran reputación de reconocimiento internacional, gracias a los diversos discos editados como Sex machine, Patricia never leaves the house (ganador del premio de la revista musical DJmag al mejor tema house del año 2001), La luna, Weekend E.P., Belmondo rulez y The chase.
Durante su carrera también ha creado numerosos remixes para otros sellos discográficos como: Multiply, Defected, Sirius, Rythm Syndicate, Off Recordings, Audio Recordings y también para A.T.F.C, Dj Dero, Sssh, Rythma, Una más, Mendo, etc ...
Con estos trabajos ganó una importante posición en la escena de la música house internacional siendo solicitado frecuentemente por grandes compañías como: Sony Music, Epic Records, Sony BMG, Warner Music Group, EMI, Ariola Records, Subterfuge Records y Virgin Records, en las que ha creado numerosas remezclas para los artistas musicales Miguel Bosé, Mónica Naranjo, Los del Río, Guaraná (premiada por la revista DJmag al mejor remix del año Vampiros en la Habana), Najwa Nimri y Jewel.
Posteriormente tras el lanzamiento de Negritos Mogambos de Weekend Records y diferentes álbumes más, DJmag mediante una crítica lo calificó como el ``rey del house español´´, lanzando seguidamente su nuevo tema Fertilization of ideas junto al dj neerlandés Gregor Salto.
En el año 2003 creó su propio sello discográfico llamado Disc Doctor Records, con el que editó uno de sus temas más reconocidos Belmondo Rulez 2.0. Más tarde siguió lanzados más temas Forbidden Planet, La ira de Dios, New School Tribal, Green Planet, La Isla, Funkatron, The Rave y su secuela Beyond The Rave que un futuro fue lanzada por Spinnin’ Records.
En 2006 tras haber sacado Hallelujah se colocó en la posición número 1 en las listas musicales de Malta, la cual llegó a superar a artistas como Shakira, Madonna y Justin Timberlake que se situaban en la misma lista semanal.
Más adelante en el año 2012, comenzó a formar parte del sello discográfico de música electrónica Spinnin' Records, con el que ha lanzado los temas más recientes como son La Tarde Se Ha Puesto Triste (Dr. Kucho! & Zembi), Échale Candela (Dr. Kucho! & Funky Truckerz), Lots More Lovin, etc.
Gracias a estos temas y otros cincuenta creados en tan solo los dos últimos años, ha crecido numerosamente su reconocimiento, dedicanose actualmente aparte de seguir creando música especialmente creando numerosos temas con el dj de género house Wally Lopez, Klaas y Sidney Samson, desde el 2013 se ha incorporado en la cadena de radio musical Unika FM en la que conduce uno de sus programas, regularmente imparte clases de producción musical, también pincha en numerosos clubes y festivales de gran prestigio internacional, como Tomorrowland en el que ha actuado desde su creación en el año 2005.
En el año 2014 fundaría el estudio de videojuegos Dr. Kucho Games, enfocado en la estética y mecánicas retro. Hasta la fecha ha publicado cuatro juegos: Asteravoids (2015), Ghosts'n DJs (2020), Pilots of Darsalon (2020) y Moons of Darsalon (2023).

## Discografía

### Álbumes de estudio
- 2013 - The Return of The King